# Galo Fernández
Galo Fernández Villaseca (ur. 3 lutego 1961 w Santiago) – chilijski duchowny katolicki, biskup pomocniczy Santiago de Chile w latach 2014–2021, biskup ordynariusz Talca od 2021.

## Życiorys

### Prezbiterat
Święcenia kapłańskie otrzymał 12 grudnia 1987 i został inkardynowany do archidiecezji Santiago de Chile. Przez kilkanaście lat pracował jako duszpasterz parafialny. W 2002 został wikariuszem biskupim dla rejonu Esperanza Joven, a w 2011 wikariuszem biskupim dla zachodniej części archidiecezji.

### Episkopat
1 lutego 2014 papież Franciszek mianował go biskupem pomocniczym archidiecezji Santiago de Chile, ze stolicą tytularną Simingi. Sakry udzielił mu 10 maja 2014 metropolita Santiago - kardynał Ricardo Ezzati Andrello.
20 marca 2021 papież Franciszek mianował go ordynariuszem diecezji Talca. Ingres odbył się 27 maja 2021.